# Competenza linguistica
La competenza linguistica nella prospettiva di N.Chomsky è la conoscenza del sistema linguistico che il parlante nativo di una lingua possiede. Secondo questa interpretazione si trova in contrasto con il concetto di performance linguistica, che è il modo in cui il sistema linguistico è usato nella comunicazione. Il concetto fu introdotto da Noam Chomsky come uno dei fondamenti della grammatica generativa, ma è stato successivamente adottato e sviluppato da altri linguisti, in particolare quelli di tradizione generativista. Secondo quest'ultima, la competenza è il solo livello della lingua che dev'essere studiato, poiché questo è il livello che permette di comprendere le caratteristiche della Grammatica universale, la quale è vista come comune a tutte le lingue. Le teorie funzionali della grammatica tendono a respingere la netta distinzione tra competenza e performance, e in particolare il primato dello studio della prima. Al giorno d'oggi sono molto diffuse definizioni di competenza che non separano questa dalla prestazione (performance). Le Indicazioni Nazionali italiane per la scuola secondaria, ad esempio, adottano una definizione di questo tipo, che è in netto contrasto con quella di Chomsky.
Secondo Chomsky, la competenza è il linguaggio "ideale" che rende possibile, per i parlanti, produrre e capire un numero infinito di frasi nella loro lingua e distinguere frasi grammaticali da frasi che non lo sono. Questo non è influenzato da "condizioni grammaticalmente irrilevanti" come gli errori.

## Competenza eperformance
Chomsky divide la competenza, che è una capacità idealizzata, dalla performance, ossia l'effettiva produzione di enunciati. Secondo Chomsky, la competenza è la conoscenza ideale di un parlante-ascoltatore della propria lingua e la "realtà mentale" è la responsabile di tutti quegli aspetti dell'uso di una lingua che possono essere caratterizzati come "linguistici". Chomsky sostiene che solo in una situazione idealizzata – dove il parlante-ascoltatore non è influenzato da condizioni grammaticalmente irrilevanti come la limitazione della memoria e le distrazioni – la performance è diretto riflesso della competenza. Un campione di linguaggio naturale costituito da numerose false partenze e altre deviazioni non produrrebbe questo risultato. Quindi il linguista afferma che una fondamentale distinzione tra competenza e performance è indispensabile.
Chomsky ha rifiutato le critiche mosse da chi vorrebbe limitare lo studio della linguistica a quello della performance in favore dello studio della competenza ad essa soggiacente. Sostiene inoltre che l'aprioristica limitazione della linguistica descrittiva alla classificazione e organizzazione dei dati è il principale fattore che impedisce lo sviluppo di una teoria della performance.
In effetti le critiche principali alla prospettiva di Chomsky non consistono tanto nel voler limitare lo studio della linguistica a quello della performance quanto nel rifiutare la separazione tra le due componenti. 

## Competenza e componenti della grammatica
La competenza di un parlante è definita dalla grammatica, ossia un insieme di regole linguistiche, che è rappresentata mentalmente e si manifesta nella capacità del parlante stesso di discernere usi accettabili della sua lingua (ossia grammaticali) da quelli che non lo sono (quelli che sono agrammaticali). Quindi la competenza grammaticale definisce una conoscenza innata di regole piuttosto che la conoscenza di oggetti e relazioni. Secondo Chomsky, tale competenza va considerata innata poiché il parlante non deve essere istruito per svilupparla e sarà in grado di applicarla ad un numero infinito di esempi mai sentiti prima.
Le componenti centrali della grammatica sono incluse nella competenza linguistica del parlante e queste componenti corrispondono alle cinque principali branche della linguistica: fonetica, fonologia, morfologia, sintassi e semantica.

## Scuole di pensiero

### Chomsky e la grammatica generativa
La prospettiva chomskiana dell'apprendimento linguistico si basa principalmente sull'idea che tutti gli esseri umani hanno una capacità interna di acquisire il linguaggio. In altre parole, implica che questa abilità di imparare e analizzare l'informazione linguistica è universale e innata e Chomsky l'ha paragonata al dispositivo di acquisizione linguistica (linguistic acquisition device), che è il risultato dell'evoluzione umana. Una delle figure principali citate da Chomsky come ispirazione delle sue idee è quella di Wilhelm von Humbold, il quale sottolineò l'aspetto creativo del linguaggio e sostenne che una grammatica deve esistere per poter descrivere i processi che permettono ad una lingua di "fare un uso infinito di significati finiti". 

### Critiche funzionaliste al concetto generativista di competenza
I linguisti funzionali promuovono una prospettiva usage-based nei confronti della competenza linguistica. Costoro sostengono che la competenza è derivata da e tenuta informata dall'uso della lingua, dalla performance linguistica, prendendo quindi la posizione diametralmente opposta a quella del modello generativo. Nelle teorie funzionaliste l'enfasi è posta su metodi sperimentali per la comprensione della competenza linguistica degli individui.
Uno degli argomenti funzionalisti contro la restrittiva divisione tra competenza e performance e il primato della prima è che una teoria del linguaggio basata su un livello autonomo di competenza incappa in difficoltà nel cercare di spiegare il mutamento linguististico e la grammaticalizzazione, che possono essere spiegati solo come cambiamenti nella performance che causano direttamente cambiamenti nella competenza. 
Un'altra critica comune mossa contro il concetto generativista di competenza è che la presupposizione soggiacente secondo la quale la grammaticalità delle costruzioni è giudicata solo in base alla sua relazione con la competenza non è corretta e non si adatta ai dati estratti dall'uso effettivo della lingua, dove la grammaticalità di un enunciato spesso dipende in larga parte dal contesto comunicativo.
I teorici funzionalisti hanno anche affermato che la distinzione tra competenza e performance ha la primaria funzione di privilegiare dati da certi generi linguistici e registri sociolinguistici che sono giudicati dal parlante come più prestigiosi e di ignorare indizi tratti da generi di basso prestigio e registro, considerandoli come semplice performance riuscita male.
La grammatica cognitiva, uno dei vari approcci funzionalisti, fu sviluppata da Ronald Langacker per lo studio della lingua come il risultato di meccanismi e processi cognitivi e non come derivante dalla grammatica del linguaggio. In questa scuola di pensiero, la competenza linguistica comporta l'abilità di costruire adeguatamente e comprendere completamente le espressioni linguistiche attraverso il linguaggio stesso e risorse aggiuntive come la memoria, l'intenzionalità, la conoscenza generale del mondo, etc. Essa include anche la nostra capacità di compiere astrazioni e generalizzazioni, la quale permette di comprendere parole in isolamento...